# Élections communales à Collonge-Bellerive
Cet article présente les résultats des élections communales à Collonge-Bellerive (canton de Genève, Suisse), par législature depuis 1999.
Appelées élections municipales, elles comprennent l'élection du Conseil administratif (exécutif) et celle du Conseil municipal (législatif).

## Législature 2025-2030

### Élection du Conseil administratif
L'élection a lieu le 23 mars 2025, en même temps que celle du Conseil municipal. Cinq candidats et candidates se présentent, et les trois candidats de l'alliance PLR-Le Centre sont élus dès le premier tour: la sortante Carole Lapaire (PLR), ainsi qu'Alexandra Rys (Le Centre) et Norberto Birchler (PLR). 

### Élection du Conseil municipal
L'élection a lieu le 23 mars 2025. La participation s'élève à 44,18%.
Le Centre et le PLR enregistrent un recul en voix et en sièges, mais gardent la majorité. Le parti Libertés et Justice Sociale fait son entrée au conseil municipal en obtenant 3 sièges, l'Alternative et les Vert'Libéraux gardent le même nombre de sièges. 
|                                   |       |                |       |         |     |  |
| Partis                            | Voix  | Suffrages en % | +/-   | Sièges  | +/- |  |
| Parti libéral-radical             | 1 148 | 47,48 %        | 3,73  | 12 / 23 | 1   |  |
| Le Centre                         | 453   | 18,7 %         | 8,62  | 4 / 23  | 2   |  |
| Libertés et Justice Sociale (LJS) | 286   | 11,89 %        | 11,89 | 3 / 23  | 3   |  |
| Alternative                       | 276   | 10,21 %        | 1,2   | 2 / 23  | 0   |  |
| Vert'libéraux                     | 254   | 10,52 %        | 0,74  | 2 / 23  | 0   |  |

## Législature 2020-2025

### Élection du Conseil administratif
L'élection a lieu le 15 mars 2020, en même temps que celle du Conseil municipal. Comme seuls trois candidats se présentent pour les trois postes à pourvoir, elle est tacite,.
L'exécutif reste composé de deux représentants du Parti libéral-radical (PLR), le sortant Marcel Goehring et Carole Lepaire, et d'un représentant du Parti démocrate-chrétien (PDC) renommé Le Centre, Philippe Thorrens. Carole Lepaire remplace Francine de Planta, qui ne se représente pas après trois mandats successifs comme le veut une règle tacite.

### Élection du Conseil municipal
L'élection a lieu le 15 mars 2020. En raison de l'augmentation de la population domiciliée dans la commune, deux sièges supplémentaires sont à pourvoir par rapport à la législature précédente.
Le PLR (- 8,31 %) et, dans une moindre mesure le PDC renommé Le Centre après les élections (- 1,49 %), enregistrent un recul du pourcentage de suffrages obtenus mais maintiennent leur nombre de sièges (13 et 6 respectivement). L'élection voit l'accession des Vert'libéraux (11,26 %) au législatif, avec deux sièges. Alternative communale (10,21 %) remplace[précision nécessaire] Nouvelles forces et décroche deux mandats, soit le même nombre de sièges que l'ancienne formation. Au total, le législatif compte plus d'un tiers de nouveaux élus. Le taux de participation s'élève à 41,99 %.
|                                            |       |                |       |         |     |  |
| Partis                                     | Voix  | Suffrages en % | +/-   | Sièges  | +/- |  |
| Parti libéral-radical                      | 1 132 | 51,21 %        | 8,31  | 13 / 23 | 0   |  |
| Parti démocrate-chrétien renommé Le Centre | 586   | 27,32 %        | 1,49  | 6 / 23  | 0   |  |
| Vert'libéraux                              | 258   | 11,26 %        | 11,26 | 2 / 23  | 2   |  |
| Alternative                                | 238   | 10,21 %        | 10,21 | 2 / 23  | 2   |  |

## Législature 2015-2020

### Élection du Conseil administratif
L'élection a lieu le 19 avril 2015, en même temps que celle du Conseil municipal, et voit la réélection des trois candidats sortants, qui sont les seuls à se présenter : le démocrate-chrétien Philippe Thorrens termine en tête avec 2 008 voix (majorité absolue à 1 120 voix), suivi des deux libéraux-radicaux Marcel Goehring (1 957 voix) et Francine de Planta (1 900 voix). Le taux de participation s'élève à 44,72 %.

### Élection du Conseil municipal
L'élection a lieu le 19 avril 2015. Elle voit une forte progression (+ 7,14 %) des Parti radical-démocratique et Parti libéral suisse, fusionnés en Parti libéral-radical, qui se traduit par un gain de deux sièges, un léger recul du Parti démocrate-chrétien (- 1,54 % des suffrages, - 1 siège) et un net recul de la formation Nouvelles forces[précision nécessaire], qui remplace[précision nécessaire] l'UDC (- 5,6 %). Le taux de participation s'élève à 44,75 %.
|        |                          |       |                |      |         |     |
| Partis | Partis                   | Voix  | Suffrages en % | +/-  | Sièges  | +/- |
|        | Parti libéral-radical    | 1 277 | 59,52 %        | 7,14 | 13 / 21 | 2   |
|        | Parti démocrate-chrétien | 629   | 28,82 %        | 1,54 | 6 / 21  | 1   |
|        | Nouvelles forces         | 259   | 11,67 %        | 5,60 | 2 / 21  | 1   |

## Législature 2011-2015

### Élections du Conseil administratif
L'élection a lieu le 17 avril 2011. Elle voit la réélection de la démocrate-chrétienne Christine Maitre (1 552 voix) et de la libérale Francine de Planta (1 471 voix) et l'élection du radical Marcel Goehring (1 446 voix), qui conserve ainsi le siège occupé jusque-là par le radical Jean-Marc Maspero. L'UDC Marc Falquet (576 voix) est nettement distancé. Le taux de participation s'élève à 42,23 %.

### Élection complémentaire au Conseil administratif
Une élection complémentaire est organisée le 9 juin 2013 pour remplacer la démocrate-chrétienne démissionnaire Christine Maitre. Le démocrate-chrétien Philippe Thorens y est élu tacitement.

### Élection du Conseil municipal
L'élection a lieu le 13 mars 2011. Elle voit une progression du Parti libéral (PLS) et, dans une moindre mesure du Parti démocrate-chrétien (PDC), qui gagnent tous deux un siège (+ 5,88 % et + 1,14 % des suffrages respectivement), au détriment du Parti libéral-radical (PLR) qui en perd deux (- 8,41 % des suffrages). L'UDC reprend[à vérifier] les trois sièges détenus jusqu'ici par Autrement[précision nécessaire]. Le taux de participation s'élève à 44,95 %.
|        |                              |      |                |       |        |     |
| Partis | Partis                       | Voix | Suffrages en % | +/-   | Sièges | +/- |
|        | Parti libéral                | 765  | 38,68 %        | 5,88  | 8 / 21 | 1   |
|        | Parti démocrate-chrétien     | 602  | 30,35 %        | 1,14  | 7 / 21 | 1   |
|        | Union démocratique du centre | 352  | 17,27 %        | 17,27 | 3 / 21 | 3   |
|        | Parti radical-démocratique   | 256  | 13,71 %        | 8,41  | 3 / 21 | 2   |

## Législature 2007-2011

### Élection du Conseil administratif
L'élection a lieu le 29 avril 2007. Seuls trois candidats se présentent pour les trois sièges. La démocrate-chrétienne Christine Maitre et le radical Jean-Marc Maspero sont réélus (avec respectivement 1 646 et 1 572 suffrages) et la libérale Francine de Planta (1 573 suffrages) remplace le libéral David Hamsler. Le taux de participation s'élève à 38,46 %.

### Élection du Conseil municipal
L'élection a lieu le 25 mars 2007. Elle voit un recul du PLS (- 7,80 % des suffrages) et d'Autrement (- 3,38 %), qui perdent respectivement 2 et 1 sièges, au profit du PDC (+ 7,93 %) et du PRD (+ 3,25 %), qui en gagnent respectivement 2 et 1. Le taux de participation s'élève à 48,70 %.
|        |                            |      |                |      |        |     |
| Partis | Partis                     | Voix | Suffrages en % | +/-  | Sièges | +/- |
|        | Parti libéral              | 691  | 32,80 %        | 7,80 | 7 / 21 | 2   |
|        | Parti démocrate-chrétien   | 601  | 29,21 %        | 7,93 | 6 / 21 | 2   |
|        | Parti radical-démocratique | 439  | 22,11 %        | 3,25 | 5 / 21 | 1   |
|        | Autrement                  | 335  | 15,88 %        | 3,38 | 3 / 21 | 1   |

## Législature 2003-2007

### Élection du Conseil administratif
L'élection a lieu le 4 mai 2003. Elle voit la réélection du radical Jean-Marc Maspero (1 334 suffrages) et du libéral David Amsler (1 291 suffrages) et l'élection de la démocrate-chrétienne Christine Maitre, mère de Jean-Philippe Maitre (1 345 suffrages). La candidate d'Autrement, Émilie Flamand, n'obtient que 529 suffrages et n'est pas élue. Le taux de participation s'élève à 50,08 %.

### Élection du Conseil municipal
L'élection a lieu le 30 mars 2003. Elle voit un net recul du PLS (- 9,77 % des suffrages) et du PDC (- 8,56 %) et un léger recul du PRD (- 0,93 %), au profit de la nouvelle formation Autrement, qui récolte 19,26 % des suffrages. Le PLS et le PDC perdent deux sièges chacun et Autrement en obtient quatre, soit autant que le PRD. Le taux de participation s'élève à 50,99 %.
|        |                            |      |                |       |        |     |
| Partis | Partis                     | Voix | Suffrages en % | +/-   | Sièges | +/- |
|        | Parti libéral              | 687  | 40,60 %        | 9,77  | 9 / 21 | 2   |
|        | Parti démocrate-chrétien   | 356  | 21,28 %        | 8,56  | 4 / 21 | 2   |
|        | Autrement                  | 344  | 19,26 %        | 19,26 | 4 / 21 | 4   |
|        | Parti radical-démocratique | 306  | 18,86 %        | 0,93  | 4 / 21 | 0   |

## Législature 1999-2003

### Élection du Conseil administratif
L'élection a lieu le 2 mai 1999. Elle voit la réélection du démocrate-chrétien Olivier Cerutti (953 suffrages) et du libéral David Amsler (700 suffrages) et l'élection, avec le meilleur résultat, du radical Jean-Marc Maspero (966 suffrages). Le second candidat libéral, Michel Favre, n'obtient que 589 suffrages et n'est pas élu. Le taux de participation s'élève à 49,09 %.

### Élection du Conseil municipal
L'élection a lieu le 28 mars 1999. Elle voit une légère progression du PDC (+ 2,75 % des suffrages) et du PLS (+ 1,04 %) et un recul du PRD (- 3,79 %), qui se traduit la perte d'un siège pour le PRD au profit du PLS. La participation s'élève à 45,31 %.
|        |                            |      |                |      |         |     |
| Partis | Partis                     | Voix | Suffrages en % | +/-  | Sièges  | +/- |
|        | Parti libéral              | 671  | 50,37 %        | 1,04 | 11 / 21 | 1   |
|        | Parti démocrate-chrétien   | 380  | 29,83 %        | 2,75 | 6 / 21  | 0   |
|        | Parti radical-démocratique | 236  | 19,78 %        | 3,79 | 4 / 21  | 1   |